# Potassic-mangani-leakeite
La potassic-mangani-leakeite (simbolo IMA: Pmlk) è un minerale molto raro del supergruppo dell'anfibolo, all'interno del quale viene collocato nel "gruppo degli anfiboli con W(OH,F,Cl)-dominante" e da lì al sottogruppo degli anfiboli di sodio dove occupa un posto nel "gruppo contenente la radice leakeite nel nome"; essendo un anfibolo, appartiene agli inosilicati e pertanto alla famiglia minerale dei "silicati", e possiede composizione chimica KNa2(Mg2Mn3+2Li)Si8O22(OH)2.
La potassic-mangani-leakeite è definita con:
- catione sodio dominante in posizione A
- catione magnesio bivalente Mg2+ dominante in posizione C2+
- catione manganese trivalente Mg3+ dominante in posizione C3+
- anione idrossile OH- dominante in posizione W.

## Etimologia e storia
Questo minerale è stato descritto nel 1993 in base a campioni raccolti nella miniera di Wessels che si trova in un'area del deserto del Kalahari ricca di manganese situata nella provincia del Capo Settentrionale (Sudafrica) e approvato dall'Associazione Mineralogica Internazionale (IMA) con il nome di kornite.
Il nome è poi stato cambiato in potassic-mangani-leakeite in base alla revisione della nomenclatura degli anfiboli del 2012. Il nome è stato assegnato in quanto il minerale è l'analogo della ferri-leakeite con il potassio in sostituzione del sodio nel sito A e il manganese (Mn3+) in sostituzione del ferro ferrico (Fe3+).
Il nome originario del minerale, kornite, è stato attribuito in onore del geologo tedesco Hermann Korn che fuggì in Namibia con l'ascesa del nazismo insieme a Henno Martin.. La kornite è stata scoperta associata e spesso concresciuta con un altro minerale sconosciuto denominato hennomartinite in onore del compagno di fuga di Korn.

## Classificazione
La classica nona edizione della sistematica dei minerali di Strunz, aggiornata dall'Associazione Mineralogica Internazionale (IMA) fino al 2009, elenca la potassic-mangani-leakeite con il nome kornite e la colloca nella classe "9. Silicati (germanati)" e da lì nella sottoclasse "9.D Inosilicati"; questa viene suddivisa più finemente in base alla struttura cristallina del minerale, in modo tale che la potassic-mangani-leakeite (kornite) possa essere trovata nella sezione "9.DE Inosilicati con catene doppie di periodo 2, Si4O11; clinoanfiboli" dove forma il sistema nº 9.DE.25.
Tale classificazione resta invariata anche nell'edizione successiva, proseguita dal database "mindat.org".
Nella Sistematica dei lapis (Lapis-Systematik) di Stefan Weiß la potassic-mangani-leakeite si trova nella classe dei "silicati" e nella sottoclasse degli "inosilicati"; qui il minerale si trova nella sezione di quelli che hanno struttura "[Si4O11] a due bande 6-; gruppo degli anfiboli; anfiboli alcalini" dove forma il sistema nº VIII/F.08.
Anche la classificazione dei minerali secondo Dana, usata principalmente nel mondo anglosassone, elenca la potassic-mangani-leakeite nella famiglia dei silicati; qui è nella classe degli "inosilicati: catene doppie non ramificate, W=2" e nella sottoclasse degli "inosilicati: catene doppie non ramificate, configurazione anfibolo W=2" dove forma il "gruppo 4, anfiboli di sodio" con il numero di sistema 66.01.03c.

## Abito cristallino
La potassic-mangani-leakeite cristallizza nel sistema monoclino nel gruppo spaziale C2/m (gruppo nº 12) con i parametri reticolari a = 9,9603(17) Å, b = 17,830(3) Å, c = 5,3056(9) Å e β = 105,275(3)°, oltre ad avere 2 unità di formula per cella unitaria.

## Origine e giacitura
La potassic-mangani-leakeite è stata trovata in venature di sérandite-pectolite che tagliano la sugilite, probabilmente di origine idrotermale in un giacimento di manganese stratificato; la paragenesi è con sérandite-pectolite, sugilite, braunite, taikanite e hennomartinite.
La potassic-mangani-leakeite è molto rara ed è stata trovata solo nella sua località tipo, la miniera di "Wessels" (27.11353°S 22.85439°E) nella municipalità distrettuale di John Taolo Gaetsewe (Sudafrica) e nella miniera di "Kajlidongri" nel Madhya Pradesh (India).

## Forma in cui si presenta in natura
La potassic-mangani-leakeite è stata scoperta sotto forma di raggruppamenti di sottili fibre di diametro dai 5 ai 20 µm e lunghe fino a 0,2 mm spesso piegate. Il minerale è trasparente con lucentezza vitrea; il colore va dal rosso scuro al lilla brunastro.

## Proprietà ottiche
La potassic-mangani-leakeite mostra un visibile pleocroismo con colore rosa lungo {\displaystyle x}, rosso scuro lungo {\displaystyle y} e rosso-arancione lungo {\displaystyle z}.